# Ferdinando Giuseppe di Dietrichstein
Ferdinando Giuseppe di Dietrichstein (Vienna, 25 luglio 1628 o 25 settembre 1636 – Vienna, 28 novembre o 1º dicembre 1698) è stato principe di Dietrichstein dal 1655 al 1698.

## Biografia
Nato a Vienna, Ferdinando Giuseppe di Dietrichstein era figlio di Massimiliano di Dietrichstein, II principe di Dietrichstein, e di sua moglie, la principessa Anna Maria del Liechtenstein. Suo nonno materno era il principe regnante Carlo I del Liechtenstein.
Dopo la morte di suo padre nel 1655, Ferdinando Giuseppe gli succedette come terzo principe di Dietrichstein ed ereditò successivamente anche i possedimenti boemi di Libochovice, Budyne nad Ohrí, Pátek, Nepomyšl e Vlachovo Brezí.
Come i suoi predecessori e antenati, Ferdinando Giuseppe venne avviato sin da giovanissimo alla carriera al servizio della corte degli Asburgo. Ricevette l'incarico di Oberst-Erblandmundschenk del Ducato di Carinzia e il titolo ereditario di land-Jägermeister del Ducato di Stiria per poi venire nominato Kämmerer personale dell'imperatore Leopoldo I nonché membro del suo consiglio privato.
Nel dicembre del 1666 ottenne un importante incarico in occasione delle nozze tra l'imperatore e sua nipote Margherita Teresa, infanta di Spagna e sorella dell'ultimo re della linea asburgica in Spagna, Carlo II. Leopoldo I lo nominò nel 1667 Obersthofmeister della quindicenne imperatrice; questo incarico, per quanto prestigioso, all'epoca non era considerato un compito semplice: il crescente sentimento anti-spagnolo della corte viennese si univa infatti al fatto che nei sei anni di matrimonio dove l'imperatrice aveva dato alla luce quattro figli (di cui uno solo sopravvisse) aveva però avuto anche numerosi aborti spontanei che ne avevano minato la salute. Ferdinando Giuseppe divenne il principale confidente dell'imperatrice e si preoccupò di confortarla e rassicurarla in questo non facile momento della sua vita, difendendola dai cortigiani ostili che giungevano persino ad augurarsi la sua morte di modo che l'imperatore potesse risposarsi e dare alla luce il tanto atteso erede. Alla fine, l'imperatrice morì il 12 marzo 1673, all'età di soli 21 anni. Alcuni mesi dopo (15 ottobre), Leopoldo I si risposò con sua cugina, l'arciduchessa Claudia Felicita d'Austria, e Ferdinando Giuseppe venne riconfermato al suo incarico di Obersthofmeister della nuova imperatrice.
Dal 1668, Ferdinando Giuseppe ottenne il collare dell'Ordine del Toson d'oro. Nel 1682 l'imperatore Leopoldo I lo nominò suo Obersthofmeister e lo rese parte del suo Konferenzminister, ovvero quel gruppo di non più di 2000 persone che effettivamente reggevano le sorti dell'Impero. Fu in grado di esercitare una certa influenza sulla politica di governo di quegli anni. Più ancora che nel Consiglio Segreto, infatti, i membri della Konferenzminister voluta da Leopoldo I rappresentavano una élite amministrativa particolarmente capace. Egli risultò fondamentale nell'ambito della politica estera, un campo sicuramente non facile da gestire sia esternamente sia in particolare all'interno della corte dove partiti avversi si fronteggiavano quotidianamente con intrighi e sotterfugi, sfruttando ove necessario anche la religione e i legami col papato. Questa situazione tesa a livello internazionale, però, richiese il suo servizio in prima linea: nel luglio del 1683 i turchi assediarono Vienna al comando di Kara Mustafa Pasha e le terre austriache poterono essere salvate solo grazie all'intervento del re polacco Giovanni III Sobieski e di papa Innocenzo XI. Allo stesso modo Ferdinando Giuseppe venne coinvolto nella repressione delle rivolte in Ungheria contro il governo di Leopoldo I, come pure le incessanti pressioni nella guerra contro la Francia (guerra dei Nove anni) portarono a successi e fallimenti che rischiarono di compromettere la resistenza stessa dell'Impero.

### Un seggio e un voto alReichstag
Un evento importante a livello personale per Ferdinando Giuseppe fu la risoluzione di un'importante questione che affliggeva da anni la sua famiglia: la conferma del titolo principesco alla famiglia Dietrichstein. Già nel 1624 il suo prozio Franz Seraph (cardinale dal 1599 e principe-vescovo e duca di Olomouc dal 1600) venne elevato al rango di principe del Sacro Romano Impero. Suo padre Massimiliano aveva ricevuto il riconoscimento del titolo solo nel 1629 e nel 1654 la Dieta Imperiale di Ratisbona gli aveva garantito anche un seggio e un voto nella dieta stessa. A ogni modo tale provvedimento era risultato unicamente provvisorio e la conferma di tale diritto acquisito rimaneva ancora in attesa. Massimiliano, spazientito di questo fatto, aveva mosso delle obiezioni alla Dieta Imperiale, motivo per cui ne era stato ben presto escluso dalla partecipazione diretta. Ferdinando Giuseppe riuscì infine a ottenere nel 1678 il distretto imperiale di Tarasp nei Grigioni, garantitogli dall'imperatore Leopoldo I in riconoscimento dei suoi servizi (Tarasp era inoltre l'ultima enclave austriaca in Svizzera e la prima che venne mediatizzata nel 1803 e annessa alla Repubblica Elvetica). Il feudo venne legato ufficialmente al diritto di seggio e quindi di voto grazie alla Dieta di Ratisbona del 29 maggio 1686. Ferdinando Giuseppe ebbe tra gli altri propri privilegi medievali anche quello del signoraggio che gli consentiva di coniare monete con la propria effigie su talleri e ducati dal 1695.

### L'espansione dei possedimenti
Ferdinando Giuseppe fu uno dei più ricchi proprietari terrieri dell'Austria del suo tempo, ma egli era ben conscio del fatto che gran parte di questa fortuna gli proveniva dal possesso della terra; per fare ciò e per godere di sempre maggiori entrate, nel 1660 acquistò dagli eredi del conte de Tilly la signoria di Reichersdorf, nel 1675 il distretto di Franzhausen e poi la città di Nussdorf an der Traisen, sempre nella Bassa Austria. Nel 1678 pagò i debiti della signoria di Tarasp e l'imperatore gli garantì (per grazia speciale) la piena sovranità su quella terra come immediatezza imperiale. Un'altra fonte di ricchezza gli pervenne da un lontano cugino (membro della linea di Hollenburg) Gundakar di Dietrichstein, ministro e ambasciatore imperiale, che dal 1656 venne creato conte del Sacro Romano Impero e dal 1684 ottenne anche il titolo di principe con l'istituzione di un fidecommesso che venne ereditato nel 1690 da Ferdinando Giuseppe dopo la morte di Gundakar. Egli acquisì inoltre i domini di Libochovice, Budyne nad Ohrí, Pátek, Nepomyšl e Vlachovo Brezí, tutti nell'attuale Repubblica Ceca.

### Opere sociali
Ferdinando Giuseppe utilizzò le proprie ricchezze anche per propositi sociali e caritatevoli. Suo padre, che nel 1654 era stato erede universale della contessa Johanna Franziska Magnis, fondò a suo nome una scuola dedicata alla Vergine Maria a Brno. A ogni modo la somma inizialmente stanziata per tale scopo (60 000 talleri) diedero prova di essere insufficienti e pertanto Ferdinando Giuseppe decise di trasferire i propri diritti sulla signoria di Uničov (Mährisch-Neustadt) alla fondazione per consentirle di mantenersi. Ogni anno dodici ragazze orfani di età compresa tra i 12 e i 20 anni avrebbero potuto ricevere un'educazione e una dote adeguata per contrarre matrimonio. Il principe fondò inoltre gli ospedali di Nikolsburg e Libochovice.

## Matrimonio e figli
A Graz, il 7 febbraio 1656, Ferdinando Giuseppe sposò la principessa Maria Elisabetta di Eggenberg (26 settembre 1640 – 19 marzo 1715), figlia maggiore e unica sopravvissuta del principe Giovanni Antonio I di Eggenberg, duca di Český Krumlov e conte principesco di Gradisca d'Isonzo, e di sua moglie, Anna Maria di Brandeburgo-Bayreuth.
- Anna Maria (2 febbraio 1657 – 21 maggio 1659).
- Sigismondo Francesco (21 aprile 1658 – 26 agosto 1667).
- Sofia Barbara (10 aprile 1659 – 21 luglio 1659).
- Leopoldo Ignazio (16 agosto 1660 – 13 luglio 1708), IV principe di Dietrichstein.
- Erdmuthe Teresa Maria (17 aprile 1662 – 16 marzo 1737), sposò il 16 febbraio 1681 il suo primo cugino, il principe regnante Giovanni Adamo Andrea del Liechtenstein.
- Carlo Giuseppe (17 luglio 1663 – 29 settembre 1693), sposò il 16 maggio 1690 la contessa Elisabetta Elena di Herberstein. Non ebbero figli.
- Gualtiero Francesco Saverio (18 settembre 1664 – 3 novembre 1738), V principe di Dietrichstein.
- Francesca (nata e morta il 22 ottobre 1665).
- Massimiliano (nato e morto il 25 agosto 1666).
- Margherita (17 settembre 1667 – 24 agosto 1682).
- Maria Luisa (28 novembre 1668 – 24 aprile 1673).
- Wenzel Domenico Luca (18 ottobre 1670 – 24 aprile 1673).
- Cristiano (nato e morto il 5 dicembre 1672).
- Claudia Felicita Giuseppa (25 aprile 1674 – 10 settembre 1682).
- Maria Giuseppa Antonia Gaetana Rosa (13 novembre 1675 – 16 novembre 1675).
- Ferdinando (nato e morto ottobre 1676).
- Maria Carlotta Anna (20 settembre 1677 – 21 agosto 1682).
- Giacomo Antonio (24 luglio 1678 – 15 maggio 1721), sposò in prime nozze nel 1709 la contessa Maria Carolina di Wolfsthal e in seconde nozze il 23 ottobre 1715 la contessa Maria Francesca Sofia di Starhemberg. Ebbe discendenza da entrambi i matrimoni.
- Raimondo Giuseppe (18 giugno 1679 – 18 agosto 1682).
- Domenica Maria Anna (30 luglio 1685 – 3 marzo 1694).

## Albero genealogico
|                                                                     |                               |                                          | Genitori                                           |  |  | Nonni |  |  | Bisnonni               |  |  | Trisnonni                   |  |
|                                                                     |                               |                                          |                                                    |  |  |       |  |  | Adam von Dietrichstein |  |  | Sigismund von Dietrichstein |  |
|                                                                     |                               |                                          |                                                    |  |  |       |  |  | Adam von Dietrichstein |  |  | Sigismund von Dietrichstein |  |
|                                                                     |                               | Barbara von Rottal                       |                                                    |  |  |       |  |  | Adam von Dietrichstein |  |  |                             |  |
| Sigismondo II, conte di Dietrichstein                               |                               |                                          |                                                    |  |  |       |  |  | Adam von Dietrichstein |  |  |                             |  |
|                                                                     |                               | Margarita Folch de Cardona y Requesens   | Antoni de Cardona i Enríquez                       |  |  |       |  |  |                        |  |  |                             |  |
|                                                                     |                               | Margarita Folch de Cardona y Requesens   | Antoni de Cardona i Enríquez                       |  |  |       |  |  |                        |  |  |                             |  |
|                                                                     |                               | Margarita Folch de Cardona y Requesens   | Ana María Requesens de Soler y Enríquez de Velasco |  |  |       |  |  |                        |  |  |                             |  |
| Massimiliano di Dietrichstein, II principe di Dietrichstein         |                               | Margarita Folch de Cardona y Requesens   |                                                    |  |  |       |  |  |                        |  |  |                             |  |
|                                                                     |                               | Hans Warmund von der Leiter              | Hans Christoph I von der Leiter                    |  |  |       |  |  |                        |  |  |                             |  |
|                                                                     |                               | Hans Warmund von der Leiter              | Hans Christoph I von der Leiter                    |  |  |       |  |  |                        |  |  |                             |  |
|                                                                     |                               | Hans Warmund von der Leiter              | Elisabetta di Hohenzollern-Haigerloch              |  |  |       |  |  |                        |  |  |                             |  |
| Johanna von der Leiter                                              |                               | Hans Warmund von der Leiter              |                                                    |  |  |       |  |  |                        |  |  |                             |  |
|                                                                     |                               | Elisabeth von Thurn                      | Jakob von Thurn                                    |  |  |       |  |  |                        |  |  |                             |  |
|                                                                     |                               | Elisabeth von Thurn                      | Jakob von Thurn                                    |  |  |       |  |  |                        |  |  |                             |  |
|                                                                     |                               | Elisabeth von Thurn                      | Barbara von Thannhausen                            |  |  |       |  |  |                        |  |  |                             |  |
| Ferdinando Giuseppe di Dietrichstein, III principe di Dietrichstein |                               | Elisabeth von Thurn                      |                                                    |  |  |       |  |  |                        |  |  |                             |  |
|                                                                     | Hartmann II del Liechtenstein | Georg Hartmann del Liechtenstein         |                                                    |  |  |       |  |  |                        |  |  |                             |  |
|                                                                     | Hartmann II del Liechtenstein | Georg Hartmann del Liechtenstein         |                                                    |  |  |       |  |  |                        |  |  |                             |  |
|                                                                     | Hartmann II del Liechtenstein | Susanna del Liechtenstein                |                                                    |  |  |       |  |  |                        |  |  |                             |  |
| Carlo I del Liechtenstein                                           | Hartmann II del Liechtenstein |                                          |                                                    |  |  |       |  |  |                        |  |  |                             |  |
|                                                                     |                               | Anna Maria di Ortenburg                  | Carlo I di Ortenburg                               |  |  |       |  |  |                        |  |  |                             |  |
|                                                                     |                               | Anna Maria di Ortenburg                  | Carlo I di Ortenburg                               |  |  |       |  |  |                        |  |  |                             |  |
|                                                                     |                               | Anna Maria di Ortenburg                  | Maximiliana von Fraunberg-Haag                     |  |  |       |  |  |                        |  |  |                             |  |
| Anna Maria del Liechtenstein                                        |                               | Anna Maria di Ortenburg                  |                                                    |  |  |       |  |  |                        |  |  |                             |  |
|                                                                     |                               | Jan Šembera von Boskovice und Černá Hora | Václav II Bučovský von Boskovice                   |  |  |       |  |  |                        |  |  |                             |  |
|                                                                     |                               | Jan Šembera von Boskovice und Černá Hora | Václav II Bučovský von Boskovice                   |  |  |       |  |  |                        |  |  |                             |  |
|                                                                     |                               | Jan Šembera von Boskovice und Černá Hora | Anna von Ojnic                                     |  |  |       |  |  |                        |  |  |                             |  |
| Anna Maria Šemberová von Boskovic und Černá Hora                    |                               | Jan Šembera von Boskovice und Černá Hora |                                                    |  |  |       |  |  |                        |  |  |                             |  |
|                                                                     |                               | Anna Krajířová z Krajku                  | Albert Krajíř z Krajku                             |  |  |       |  |  |                        |  |  |                             |  |
|                                                                     |                               | Anna Krajířová z Krajku                  | Albert Krajíř z Krajku                             |  |  |       |  |  |                        |  |  |                             |  |
|                                                                     |                               | Anna Krajířová z Krajku                  | Marie Magdalena Kostomlatská z Vřesovic            |  |  |       |  |  |                        |  |  |                             |  |
|                                                                     |                               | Anna Krajířová z Krajku                  |                                                    |  |  |       |  |  |                        |  |  |                             |  |